# Garbalín
Garbalin [pronunciación en polaco: /ɡarˈbalin/] es un pueblo ubicado en el distrito administrativo de Gmina Łęczyca, dentro del condado de Łęczyca, Voivodato de Łódź, en el centro de Polonia. Se encuentra a unos 6 kilómetros al norte de Łęczyca y a 41 kilómetros al noroeste de la capital regional Łódź.